# Carmen Haro
 Carmen Haro, née le 25 août 1998, est une  skieuse alpine française.

## Biographie
Elle est d'abord licenciée au Club des Sports de Val-d'Isère puis au Ski-club de Sainte-Foy-Tarentaise, avant de rejoindre en 2015 le Club des sports de Tignes.
Elle est entraînée par le Comité de Savoie à partir de 2017.
En janvier 2017, elle fait ses débuts en Coupe d'Europe dans le super G et le combiné de Châtel.
Début mars 2019 à Krasnoïarsk, elle remporte la médaille de bronze du combiné des Universiades. Fin mars elle prend la 3e place des championnats de France U21 (moins de 21 ans) de slalom à Auron.
En mars 2021, elle crée la sensation en devenant Vice-championne de France Elite de slalom géant à Saint-Jean-d'Aulps, derrière Doriane Escané et en devançant Coralie Frasse-Sombet ,.
Elle dispute la saison 2021-2022 au sein du team privé Orsatus. En février 2022, elle réalise son premier top-15 en Coupe d'Europe, en prenant la 14e place du slalom géant de Maribor (première française).
Elle intègre l'équipe de France B à partir de la saison 2022-2023. Fin 2022, elle prend à nouveau 2 tops-15 en coupe d'Europe sur les slaloms géants de Mayrhofen et Zinal. En mars 2023 elle monte pour la seconde fois sur le podium des championnats de France en se classant troisième du géant aux Orres.
Début janvier 2024, elle prend un nouveau top-15 en  coupe d'Europe sur le slalom géant de Sestrières. Elle obtient sa première qualification en Coupe du monde et dispute le slalom géant de Jasna en Slovaquie le 20 janvier 2024. Malheureusement, elle chute et termine sa course dans les panneaux publicitaires placés sans doute bien trop près. Elle se blesse gravement (fracture plateau tibial, rupture des ligaments du genou). On assiste dans la première manche de cette épreuve à une véritable hécatombe avec une neige de mauvaise qualité qui provoque les très graves chutes de Petra Vlhova, Doriane Escané et Carmen Haro qui mettent ce jour fin à leur saison.
À partir de 2020, elle est étudiante à l'École de Management de Grenoble (après un DUT en Techniques de commercialisation à l'Institut universitaire de technologie d'Annecy).

## Palmarès

### Coupe du Monde
1 slalom géant disputé

### Universiade
| Épreuve / Édition                       | Descente | Super G | Slalom géant | Slalom | Combiné | Team event |
| Universiade d'hiver de 2019 Krasnoïarsk | -        | 15e     | Abandon      | 4e     | Bronze  | 5e         |

### Coupe d'Europe
- 4 tops-15
- Meilleur résultat sur une épreuve de Coupe d'Europe de Slalom Géant : 14e à Maribor le 12 février 2022 et à Mayrhofen le 28 novembre 2022
- 47 épreuves de Coupe d'Europe disputées (à fin mars 2024)

#### Classements
| Saison / Épreuve | Saison / Épreuve | Général | Général | Descente | Descente | Super G | Super G | Géant  | Géant  | Slalom | Slalom | Combiné | Combiné |
| ---------------- | ---------------- | ------- | ------- | -------- | -------- | ------- | ------- | ------ | ------ | ------ | ------ | ------- | ------- |
| Saison / Épreuve | Saison / Épreuve | Class.  | Points  | Class.   | Points   | Class.  | Points  | Class. | Points | Class. | Points | Class.  | Points  |
| 2022             | 2022             | 142e    | 20      | -        | -        | -       | -       | 53e    | 20     | -      | -      | -       | -       |
| 2023             | 2023             | 111e    | 48      | -        | -        | -       | -       | 40e    | 48     | -      | -      | -       | -       |
| 2024             | 2024             | 134e    | 28      | -        | -        | 71e     | 2       | 42e    | 26     | -      | -      | -       | -       |

### Championnats de France

#### Élite
| Édition / Epreuve                                        | Descente                                             | Super-G                                              | Slalom géant                                         | Slalom                                               | Super combiné                                        | Parallèle                                            |
| -------------------------------------------------------- | ---------------------------------------------------- | ---------------------------------------------------- | ---------------------------------------------------- | ---------------------------------------------------- | ---------------------------------------------------- | ---------------------------------------------------- |
| Championnats 2018 Châtel                                 | 11e                                                  | 15e                                                  | Abandon                                              | Abandon                                              | -                                                    | -                                                    |
| Championnats 2019 Auron                                  | 14e                                                  | 8e                                                   | Abandon                                              | Abandon                                              | -                                                    | -                                                    |
| Championnats 2020 Val Thorens                            | Édition annulée en raison de la pandémie de Covid-19 | Édition annulée en raison de la pandémie de Covid-19 | Édition annulée en raison de la pandémie de Covid-19 | Édition annulée en raison de la pandémie de Covid-19 | Édition annulée en raison de la pandémie de Covid-19 | Édition annulée en raison de la pandémie de Covid-19 |
| Championnats 2021 Châtel / Saint-Jean-d'Aulps / Les Gets | 13e                                                  | 18e                                                  | Argent                                               | 14e                                                  | 10e                                                  | -                                                    |
| Championnats 2022 Auron                                  | 13e                                                  | 12e                                                  | Abandon                                              | Abandon                                              | 10e                                                  | 5e                                                   |
| Championnats 2023 Les Orres                              | 5e                                                   | Abandon                                              | Bronze                                               | Abandon                                              | -                                                    | -                                                    |

#### Jeunes
| Année                 | Lieu         | Discipline | Classement         |
| --------------------- | ------------ | ---------- | ------------------ |
| U16 (moins de 16 ans) |              |            |                    |
| 2014                  | Auron        | Slalom     | 6e                 |
| U18 (moins de 18 ans) |              |            |                    |
| 2016                  | Les Menuires | Slalom     | 5e                 |
| U21 (moins de 21 ans) |              |            |                    |
| 2018                  | Châtel       | Descente   | 5e                 |
| 2018                  | Châtel       | Super G    | 9e                 |
| 2019                  | Auron        | Descente   | 7e                 |
| 2019                  | Auron        | Super G    | 4e                 |
| 2019                  | Auron        | Slalom     | Médaille de bronze |